# Mariivka, Sverdlovsk
Mariivka (în ucraineană Мар'ївка) este un sat în comuna Novoborovîți din raionul Sverdlovsk, regiunea Luhansk, Ucraina.

## Demografie
Componența lingvistică a localității Mariivka
     Ucraineană (69,49%)
     Rusă (30,51%)
Conform recensământului din 2001, majoritatea populației localității Mariivka era vorbitoare de ucraineană (69,49%), existând în minoritate și vorbitori de rusă (30,51%).